# 다치바나 고자부로

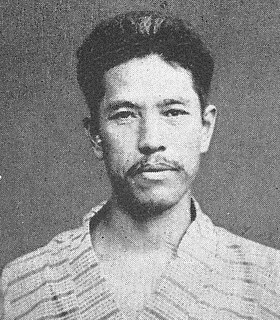
다치바나 고자부로

다치바나 고자부로(일본어: 橘孝三郎, 1893년 3월 18일 ~ 1974년 3월 30일)는 일본의 정치 운동가, 농본주의(農本主義) 사상가로, 파시스트이자 초국가주의자였다.
이바라키현 히가시이바라키군 출신으로, 고등학교 중퇴 후, 오스기 사카에와 이시카와 산시로(石川三四郎)의 책을 통해 영국의 시인·사회주의 사상가 에드워드 카펜터(Edward Carpenter)와 표트르 크로폿킨 등의 아나키즘의 영향을 받았으며, 그 외에 레프 톨스토이, 시라카바파(白樺派), 캉유웨이 등의 영향도 받았다.
고향에서 농업에 종사하면서 강연 활동을 하여, 1929년 애향회(愛郷会)를 결성하였다. 이바라키현의 각 군에 지부가 형성되었으며, 농본주의에 의거하는 청소년 교육을 목표로 하여, 1931년 근로 학교 애향숙(愛郷塾) 을 설립하였다. 가자미 아키라에게 자금 원조를 받았으며, 이노우에 닛쇼(井上日召)를 알게 되어, 5·15 사건이 일어날 무렵 학원생 7명을 인솔해 도쿄의 변전소를 습격하였다. 폭발물 단속 벌칙 위반과 살인·살인 미수 혐의를 받아 무기 징역 판결을 받았지만, 1940년 사면되어 감옥에서 나왔다.
제2차 세계 대전 후에는 고향에서 집필 활동에 전념하였고, 1959년 전일본애국자단체회의(全日本愛国者団体会議)의 고문이 되었다.